# La Puebla de Alfindén
La Puebla de Alfindén è un comune spagnolo di 6 109 abitanti situato nella comunità autonoma dell'Aragona.